# Pedro Castillo
José Pedro Castillo Terrones (sinh ngày 19 tháng 10 năm 1969) là một giáo viên, lãnh đạo công đoàn, chính trị gia người Peru, và từng là Tổng thống thứ 99 của Peru từ ngày 28 tháng 7 năm 2021 cho đến khi bị Quốc hội Peru phế truất vào ngày 7 tháng 12 năm 2022. Ông nổi tiếng với tư cách là nhân vật hàng đầu trong cuộc đình công của giáo viên năm 2017 và tham gia tranh cử với tư cách là ứng cử viên của đảng Peru Tự do cánh tả. Ông dẫn đầu trong vòng đầu tiên của cuộc bỏ phiếu tổng thống và tiến vào vòng thứ hai tranh với Keiko Fujimori. Vào ngày 16 tháng 6, cuộc kiểm phiếu cuối cùng của vòng thứ hai do Văn phòng quy trình bầu cử quốc gia Peru chỉ ra rằng Castillo đã giành được 50,13% số phiếu bầu hợp lệ, mặc dù Ban giám sát bầu cử quốc gia Peru đã trì hoãn tuyên bố chính thức về kết quả do Fujimori cáo buộc gian lận. Chiến thắng của Castillo đã được xác nhận vào ngày 19 tháng 7 và ông đã nhậm chức vào ngày 28 tháng 7 năm 2021. Kết quả được nhiều người coi là sự từ chối giới thượng lưu truyền thống của Peru. Ông là người theo Chủ nghĩa Marx đầu tiên giữ chức vụ này.